# Mithankot
Mithankot (aussi écrite Mithancot, Mithankote, Kotmithan, Kotmithan Sharif ; en ourdou : مٹھن کوٹ) est une ville du sud du Pendjab, au Pakistan. De nombreux livres des XIXe et XXe siècles l'ont écrite Mitankot, Mithenkote, Mithinkote, Mithunkote ou Mittunkote, voir Kot Mithan. La ville est située dans le district de Rajanpur, dont elle est la quatrième plus grande ville. 

## Géographie
La chaîne de montagne de Sulaiman et les collines du Balouchistan bordent l'Indus près de Mithankot. Le pic Giandari (1 250 m) se situe à environ 56 km à l'ouest de la ville.
Mithankot est située sur la rive occidentale de l'Indus, non loin de sa confluence avec la Panjnad. Cette dernière est formée par la confluence successive de cinq rivières du Pendjab, que sont le Jhelum, Chenab, Ravi, Beas et Sutlej. La rivière Panjnad est d'environ 72 kilomètres de long et rejoint l'Indus juste au-dessus de Mithankot. Grâce à sa situation à la confluence de plusieurs rivières importantes, Mithankot était qualifiée de "seconde Allahabad" (à la confluence du Gange et du Yamuna) de la vallée de l'Indus par certains historiens. 
Des historiens de la Grèce antique et des géographe arabes ont rapporté l'existence de villes nommées Pasipeda et Besmaid, toutes deux sur la rive occidentale de l'Indus, près de sa jonction avec la rivière Satluj. Il est possible que ces villes aient plus tard été appelées Mithankot.

## Histoire
Mithankot est une ville ancienne de l'extrême sud-ouest de la province du Pendjab au Pakistan. Elle est actuellement une partie de Rajanpur Tehsil du district de Rajanpur. Autrefois Mithankot et Rajanpur firent partie du district de Dera Ghazi Khan au Pendjab. Les districts de Rajanpur et Dera Ghazi sont situés dans le Derajat, une étroite zone coincée entre l'Indus à l'est et les collines de Sulaiman à l'ouest. Il s'agit des deux seuls districts du Pendjab qui sont situés complètement à l'ouest du fleuve, formant un lient entre les rives supérieure et inférieure de celui-ci. La ville de Mithankot est une frontière communément admise entre les deux rives. Les alentours de Mithankot comprennent des villes importantes comme Rajanpur, Asni, Chacharan et Umerkot. 
Grâce à situation géographique, Mithankot et ses voisines étaient fréquemment à l'écart de nombreux royaumes et empires. Dans "Glimpses of Ancient Sind" de B.D. Mirchandani (1985), il est déclaré que la situation de l'actuelle Mithankot était celle de Vrsadarbhapura, la capitale de Sindhudesha, le royaume Sindhu fondé par Vrsadarbh, le fils aîné de Sibi. À l'époque du Rāmāyana et du Mahābhārata, Mithankot se situait entre le royaume Sauvira et le royaume Sindhu. 
L'Indus formait la frontière orientale de l'empire persan de Darius Ier (522 av. J.-C. - 486 av. J.-C.), ce qui plaçait Mithankot très près de son empire. Après la perte de contrôle des Perses sur la satrapie de l'Indus, la ville se situait entre le royaume des Malhis au nord et Sambasti (le royaume de Sambus) au sud. Plus tard, elle se trouvait à la bordure orientale du bref empire d'Alexandre le Grand, près de la frontière sud de l'empire Kush, près de la frontière occidentale de l'empire Gupta, et près de la frontière sud de l'empire de Babur. Puis elle fut au-delà des frontières sud-ouest de l'empire sikh du Maharadja Ranjit Singh (1780 - 1839), le Sutlej et la Panjnad constituant les limites sud de son territoire, D'autre part elle se situait juste au-delà de la limite nord de l'état princier du Khairpur sur la rive supérieure de l'Indus et au-delà de l'Indus jusqu'à la limite occidentale de l'état princier de Bahawalpur. 
Du fait de sa situation périphérique à tout empire, Mithankot, tout comme ses voisines, était soit délaissée et "laissée seule", soit sujette aux raids, pillages, fouilles et répression, comme l'étaient souvent les zones frontalières.
Mithankot est au centre de l'aire de la civilisation de la vallée de l'Indus, approximativement à mi-chemin entre Harrapa et Mohenjo-daro, les deux cités majeures de cette civilisation. Elle était un point de passage important et un centre d'échanges majeur sur l'une des routes les plus au sud de la route de la soie, connectant l'Asie centrale et la Chine à la mer d'Oman. Depuis les temps préhistoriques, Mithankot était et est restée jusqu'à aujourd'hui un lieu clé pour traverser l'Indus. À cet endroit le fleuve possède deux larges îles qui le divisent en trois cours d'eau de moindre importance. Un pont de bateaux était utilisé pour traverser le fleuve en automne, hiver et au début du printemps, quand le courant était lent et faible, pour atteindre Chacharan, une ville sur la rive est du fleuve dans le district de Rahim Yar Khan. Les îles ont un sol fertile enrichi par le limon apporté par les eaux chaque printemps et été. Les pastèques et le fenouil y étaient deux cultures prisées. Actuellement, les ferries, bateaux et les trains assurent le transport par delà le fleuve. L'Indus Queen était un célèbre bateau à roues à aubes arrière utilisé comme ferry.
La confluence de l'Indus avec les autres rivières des environs de Mithankot est mentionnée dans la mythologie hindoue : Parashurama campa à cet endroit pendant sa mission pour éliminer tous les kshatriyas. À l'époque du Ramayana et du Mahabharata, Mithankot fit partie du royaume de Sauvira. Le royaume joint Kauravas dans sa lutte contre Pandavas au cours de la grande guerre du Mahabharata.
Alexandre le Grand, venant de Macédoine, atteint Mithankot vers 325 av. J.-C. lorsque lui et son armée se retiraient de l'Inde et faisaient route vers la Perse et Babylone. D'après l'historien Arrian, il campa à la confluence de l'Indus et des rivières du Pendjab pour récupérer des blessures sérieuses infligées durant les batailles précédentes vers les Mahliens près de l'actuelle Multan et attendit également une partie de son armée menée par Perdiccas pour qu'elle le rejoigne. Il a également traversé le pont de bateaux en fonctionnement à cet endroit de l'Indus depuis de nombreuses années. Il détermina la jonction des rivières comme l'extrémité sud de la province qui devait être gouverné par Philippus pour lui, et donna l'ordre à ce dernier de construire des chantiers navals et de construire une ville sur le site de la dernière confluence de rivières (probablement l'emplacement de l'ancienne ville de Mithankot ou de Chacharan). Selon la légende locale, Alexandre pris conscience de l'importance stratégique de ce lieu de passage et laissa une caserne d'infanterie et la totalité de la cavalerie thrace dans le but d'y maintenir le contrôle. En deux ans, cependant, la garnison perdit le contrôle des Indiens et certains voire la plupart des soldats Grecs, Perses, Thraces et Macédoniens de la caserne se marièrent à des filles de la région et intégrèrent la société hindoue.
Certains historiens pensent que, en 325 av. J.-C., la confluence de l'Indus avec les rivières du Pendjab était plus importante et plus proche de la location actuelle de Uch Sharif, et que ce ne fut que progressivement que l'Indus et sa confluence migrèrent au sud-ouest jusqu'à l'actuel emplacement proche de Mithankot. Il est très probable que certains des habitants migrèrent également en même temps que les cours mouvants des rivières, puisqu'il s'agissait de l'une des plus importantes ressources de leur existence. Il n'est pas clair dans les écrits des historiens d'Alexandre le Grand si l'emplacement de Mithankot existait à cette époque, si elle portait un nom différent ou si une cité nouvelle fut tout simplement construite.
Guru Nanak Dev (1469-1538), le fondateur du sikhisme visita Mithankot en 1518. Il y tint un débat animé sur la théologie, Dieu et d'autres sujets de spiritualité avec Mian Mitha, un célèbre saint musulman résidant à Mithankot, puis retourna à Kartarpur au nord du Pendjab. Il est possible que le nom d'origine de Mithankot fut Panchnaad, et fut renommé Mithankot en l'honneur de Mian Mitha. Khawaja Farid (1844-1901), un important poète saraiki et mystique sufi est né à Mithankot et y mourut. Son mazar attire beaucoup de pèlerins.

## Mithankot de nos jours

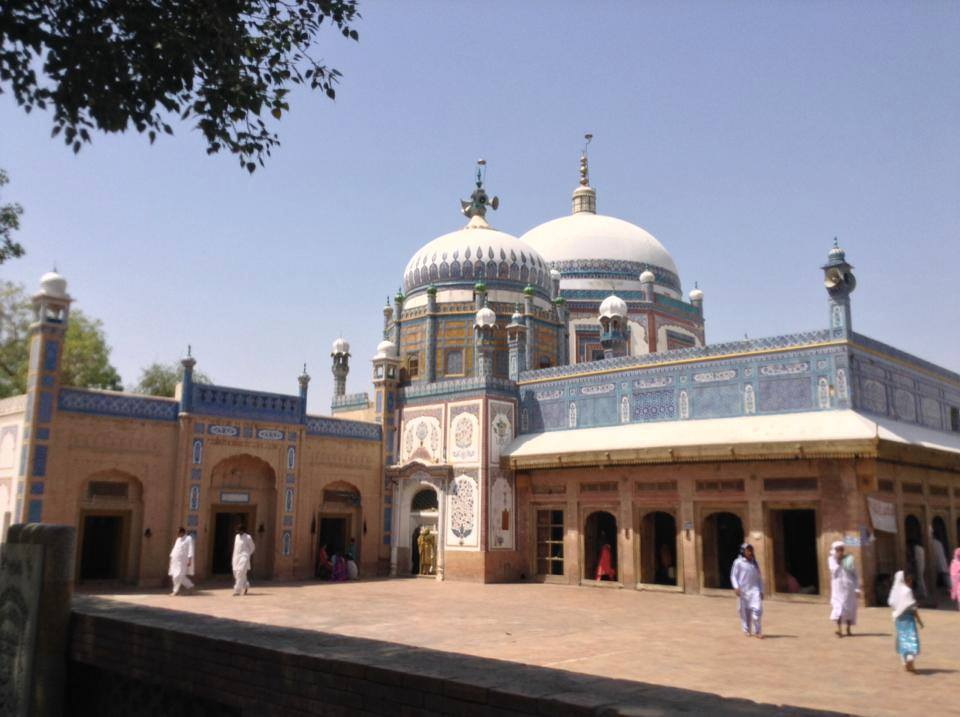
Tombeau de Khwaja Ghulam Farid.

Mithankot est réputée être la ville d'un poète national célèbre de la culture saraiki, Khwaja Ghulam Farid. À présent, les musulmans baloutches (Mazari, Dreshak, Leghari, Gorchani et autres tribus), Lakha, Rajputs, Arains et Jats forment la majorité de la population. Les hindous représentent environ 1 % de la population dans  la totalité du district de Rajanpur. Le baloutchi, saraiki et ourdou sont les langues principalement parlées. Du fait de sa situation périphérique et la proportion significative de populations tribales, le district de Rajanpur dont fait partie Mithankot a été durement négligé par le gouvernement pakistanais. Par exemple, en 2005, le district de Rajanpur avait le plus bas taux d'alphabétisation (seulement 21 %) de tous les districts du Pendjab.
La population de la ville a été multipliée par près de trois entre 1972 et 2017 selon les recensements officiels, passant de 6 338 habitants à 36 748. Entre 1998 et 2017, la croissance annuelle moyenne s'affiche à 5,3 %, bien supérieure à la moyenne nationale de 2,4 %. Selon le recensement de 2023, la population de la ville double pour s'établir à 74 479 habitants.
|            | 1972 (rec.) | 1981 (rec.) | 1998 (rec.) | 2017 (rec.) | 2023 (rec.) |
| ---------- | ----------- | ----------- | ----------- | ----------- | ----------- |
| Population | 6 338       | 8 531       | 13 653      | 36 748      | 74 479      |